# Bolsover Castle
Bolsover Castle er et slot i Bolsover i Derbyshire i England. Det blev grundlagt i 1100-tallet af Peverel-familien, som også ejede Peveril Castle i Derbyshire. Det kom i kronens eje i 1155. Området varetages nu af English Heritage og er en listed building af første grad og et Scheduled Ancient Monument. Det er anerkendt internationalt som et vigtigt bygningsværk.